# Ski-Orientierungslauf-Weltmeisterschaften 1980
Die 3. Ski-Orientierungslauf-Weltmeisterschaften fanden vom 26. Februar bis 1. März 1980 in Avesta, Schweden statt.

## Herren

### Einzel
| Platz | Land | Athlet          | Zeit      |
| ----- | ---- | --------------- | --------- |
| 1     | FIN  | Pertti Tikka    | 1:39:22 h |
| 2     | SWE  | Jan-Erik Thorn  | 1:40:16 h |
| 3     | FIN  | Matti Väisänen  | 1:40:18 h |
| 4     | FIN  | Timo Mutikainen | 1:42:02 h |
| 5     | SWE  | Lasse Jonsson   | 1:42:17 h |
| 6     | FIN  | Olavi Svanberg  | 1:42:22 h |

Länge: 23,9 km

Posten: 9

Teilnehmer: 38

### Staffel
| Platz | Land | Athleten                                                   | Zeit      |
| ----- | ---- | ---------------------------------------------------------- | --------- |
| 1     | SWE  | Lasse Jonsson Stefan Persson Bo Larsson Jan-Erik Thorn     | 4:10:12 h |
| 2     | FIN  | Timo Mutikainen Matti Väisänen Olavi Svanberg Pertti Tikka | 4:15:01 h |
| 3     | BUL  | Ljubomir Stojew Petar Pankow Wasil Schandurkow Iwan Nedkow | 4:42:25 h |

Länge: insgesamt 64 km

Teilnehmer: 6 Staffeln

## Damen

### Einzel
| Platz | Land | Athlet             | Zeit      |
| ----- | ---- | ------------------ | --------- |
| 1     | FIN  | Mirja Puhakka      | 1:16:28 h |
| 2     | FIN  | Kaija Silvennoinen | 1:17:22 h |
| 3     | SWE  | Ann Larsson        | 1:19:28 h |
| 4     | FIN  | Sinikka Kukkonen   | 1:21.50 h |
| 5     | SWE  | Susanna Lindgren   | 1:22:59 h |
| 6     | SWE  | Ulla Klingström    | 1:23:15 h |

Länge: 15,6 km

Posten: 9

Teilnehmerinnen: 22

### Staffel
| Platz | Land | Athleten                                          | Zeit      |
| ----- | ---- | ------------------------------------------------- | --------- |
| 1     | FIN  | Mirja Puhakka Kaija Silvennoinen Sinikka Kukkonen | 2:28:36 h |
| 2     | SWE  | Ulla Klingström Marianne Bogestedt Ann Larsson    | 2:33:27 h |
| 3     | TCH  | Dana Tichackova Anna Gavendova Svaana Novakova    | 3:00:55 h |

Länge: insgesamt 33 km

Teilnehmer: 5 Staffeln

## Medaillenspiegel
| Platz | Land             | Gold | Silber | Bronze | Gesamt |
| ----- | ---------------- | ---- | ------ | ------ | ------ |
| 1     | Finnland         | 3    | 2      | 1      | 6      |
| 2     | Schweden         | 1    | 2      | 1      | 4      |
| 3     | Bulgarien        | -    | -      | 1      | 1      |
|       | Tschechoslowakei | -    | -      | 1      | 1      |